# Programa Venera

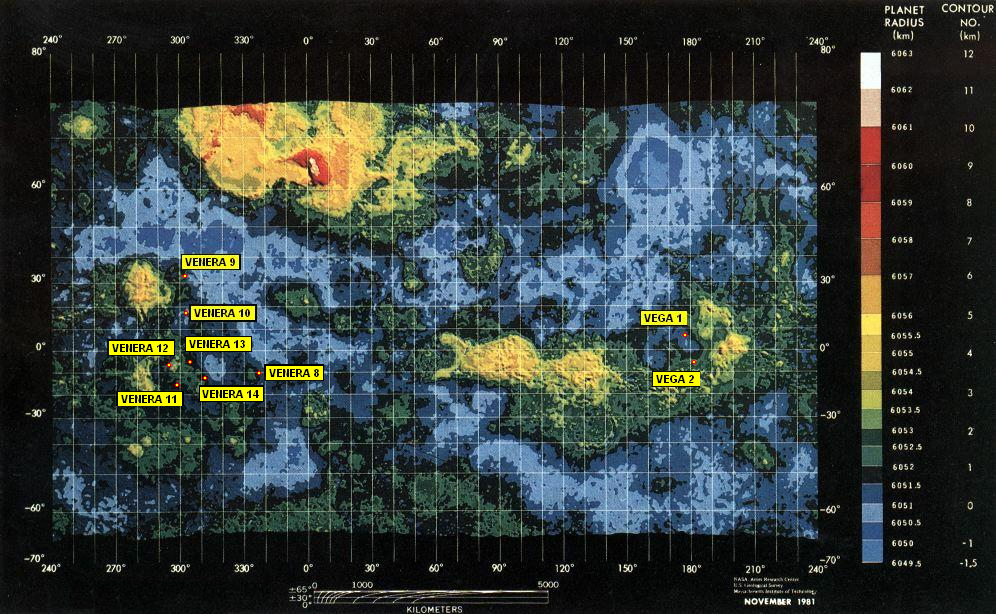
Localización de los aterrizajes de la Unión Soviética. Mapa basado en la cartografía de sondas espaciales del Pioneer Venus.

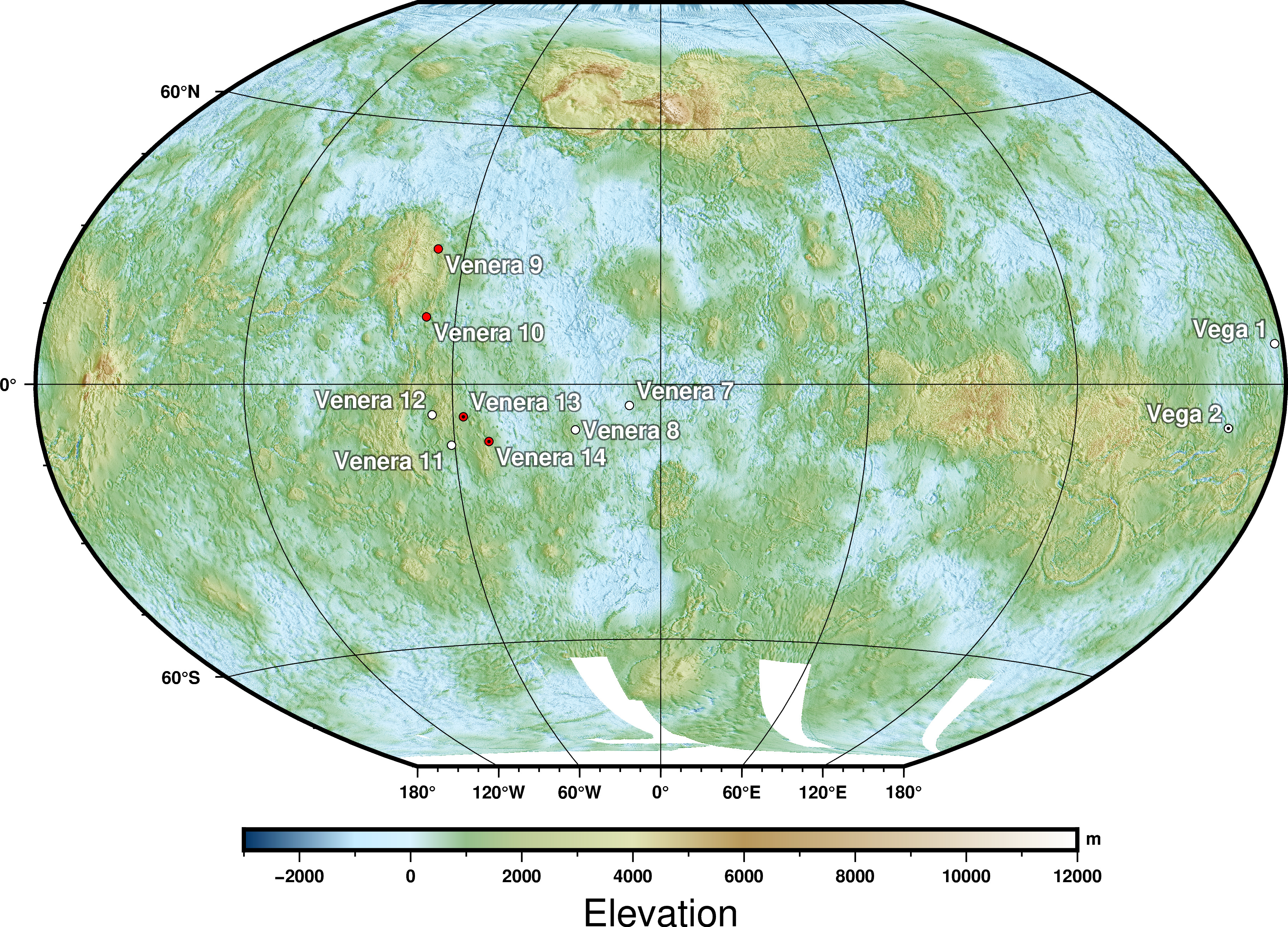
Posicionamiento de los lugares de aterrizaje del Venera. Los puntos rojos muestran los lugares en los que se ha logrado retornar imágenes de la superficie, los puntos con una marca negra en el centro son lugares en los que solamente se ha recopilado datos de la superficie. Mapa basado en las cartografías del Pioneer Venus y Magallanes.

La serie de sondas espaciales Venera (ruso Венера, en ocasiones llamadas en occidente Venus) fueron desarrolladas por la Unión Soviética entre los años 1961 y 1984 para recopilar información sobre Venus, siendo Venera el nombre en ruso de Venus. Al igual que otras sondas planetarias de la Unión Soviética, la versión posterior fue lanzada a la par en un segundo vehículo aunque poco después de lanzar el primero. Las naves Venera fueron las primeras que completaron viajes interplanetarios con éxito.
Diez de las sondas de la serie Venera lograron aterrizar con éxito en la superficie de Venus y transmitir datos de la geología de Venus, incluyendo las misiones Vega 1 y 2. Además, la sonda del Venera trece ha logrado transmitir con éxito datos de la atmósfera de Venus.
Entre los logros llevados a cabo por la serie de misiones se puede destacar: llevar el primer dispositivo en la atmósfera de otro planeta (Venera 4 el 18 de octubre de 1967), realizar un descenso suave en otro planeta (Venera 7 el 15 de diciembre de 1970), retornar imágenes de la superficie del planeta (Venera 9 el 8 de junio de 1975) y llevar a cabo estudios de Venus mediante una cartografía por radar de alta resolución (Venera 15 el 2 de junio de 1983). Las sondas posteriores pertenecientes a la serie de misiones Venera se lograron completar con éxito, proporcionando las primeras observaciones directas de la superficie de Venus. Dado que las condiciones en la superficie de Venus son extremas, la duración de las sondas varía entre 23 minutos (sonda inicial) hasta alrededor de 2 horas (últimas sondas).

## Las misiones del Venera

### Venera 1 y 2

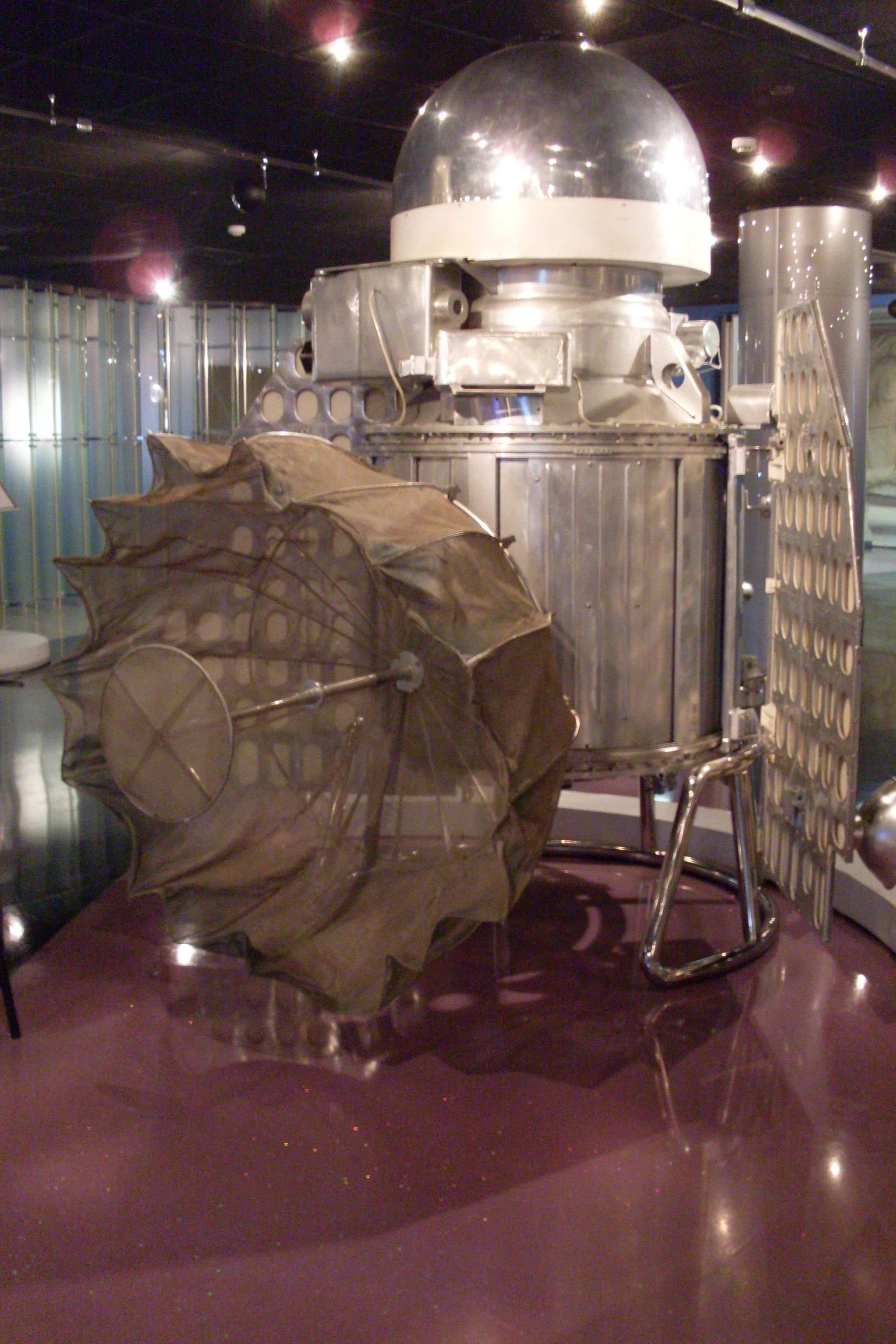
Modelo a escala real del Venera 1 en el Monumento a los Conquistadores del Espacio.

El primer intento soviético de sobrevolar Venus fue lanzado el 4 de febrero de 1961, pero falló al intentar abandonar la órbita terrestre. Manteniendo la política soviética de aquel momento, no se publicaron detalles sobre el fracaso de la misión, el lanzamiento fue anunciado bajo el nombre de Tyazhely Sputnik (“Satélite Pesado”). Es también conocido como el Venera 1VA.
Venera 1 y Venera 2 fueron destinadas a ser sondas de sobrevuelo que se acercaran a Venus sin entrar en órbita. Venera 1 fue lanzada el 12 de febrero de 1961, pero la telemetría de la sonda falló siete días tras el lanzamiento. Se presupone que se ha acercado a unos 100 km de Venus y se ha quedado en la órbita heliocéntrica. Venera 2 se lanzó el 12 de noviembre de 1965, pero también sufrió un fallo de telemetría tras abandonar la órbita terrestre.
Constan varios intentos fallidos de sondas destinadas a sobrevolar Venus lanzadas por la Unión Soviética a principios de la década de 1960, pero no fueron publicadas como misiones planetarias, en aquel momento, por lo tanto no recibieron oficialmente la designación de “Venera”.

### Venera 3 a 6

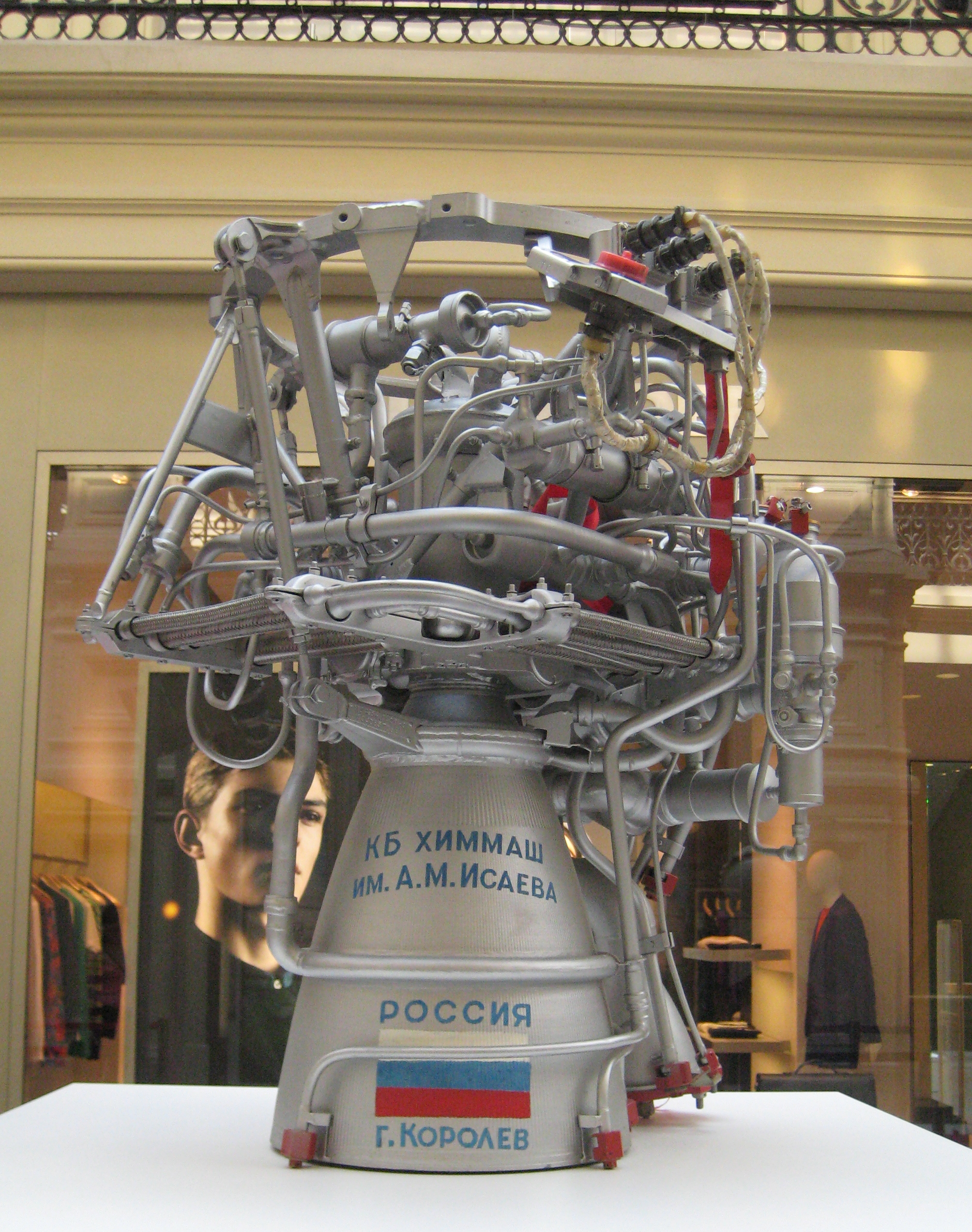
Propulsor de combustible líquido del Venera.

Las sondas del Venera 3 al 6 fueron similares. Con un peso aproximado de una tonelada y propulsadas por el cohete tipo Mólniya, se incluyó un «bus» de navegación y una sonda esférica de entrada atmosférica. Las sondas fueron optimizadas para tomar medidas atmosféricas, pero sin estar equipada de alguna tecnología de aterrizaje. A pesar de que se esperaba que seguiría funcionando al alcanzar la superficie, la primera sonda fallo prácticamente al instante, de este modo cesó la transmisión de datos a la Tierra.
Venera 3 se convirtió en el primer objeto, hecho por la humanidad, que impactó en la superficie de otro planeta, aunque de manera forzada, el 1 de marzo de 1966. Sin embargo, como la sonda de datos de la nave falló durante la penetración atmosférica, no se devolvieron datos de las misión dentro de las fronteras de Venus.
El 18 de octubre de 1967, Venera 4 se convirtió en la primera nave en enviar medidas atmosféricas de otro planeta. Mientras que la Unión Soviética inicialmente reclamó que la nave alcanzó la superficie intacta, en las revisiones que incluyeron los datos de la ocultación atmosférica de la nave americana Mariner 5, que sobrevolaba Venus el día antes, demostró que la superficie de Venus posee una presión entre 75 y 100 atmósferas, mucho más alta que la capacidad de 25 atmósferas del fuselaje del Venera 4, por lo que la reclamación fue rechazada.
Al darse cuenta de que las naves se romperían antes de alcanzar la superficie, los soviéticos lanzaron el Venera 5 y Venera 6 como sondas atmosféricas. Diseñadas para desechar cerca de la mitad de su carga útil, para entrar en la atmósfera del planeta. Estas naves grabaron 53 y 51 minutos de datos respectivamente, mientras descendieron suavemente en paracaídas antes de que fallaran sus baterías.

### Venera 7
La sonda del Venera 7 fue la primera diseñada para sobrevivir a las condiciones de la superficie de Venus y para llevar a cabo un descenso suave. Estaba muy sobredimensionada para asegurar la supervivencia, y aun así poseía la capacidad para realizar algunos experimentos, pero la información científica obtenida de la misión fue bastante limitada, debido a un fallo interno en el cuadro de comunicación que atascó la posición de «transmisión de temperatura». Aun así, el equipo científico logró extrapolar con éxito la presión (90 atm) de los datos de temperatura (465 °C), que se obtuvieron en la primera medida directa de la superficie. Las medidas Doppler de las sondas Venera 4 a 7 fueron las primeras evidencias de existencia de vientos zonales de altas velocidades (cerca de 100 m/s o 362 km/h) en la atmósfera Venusiana (super rotación).
El paracaídas del Venera 7 falló poco antes de aterrizar, muy cerca de la superficie. Impactó a 17 m/s y volcó, pero sobrevivió. Debido a la desalineación de la antena, la señal radio era muy débil, pero fue detectada (con telemetría de temperatura) por 23 minutos antes de que su batería expirara. Así, se convirtió, el 15 de diciembre de 1970, en la primera sonda hecha por el ser humano en transmitir datos de la superficie de Venus.

### Venera 8
El Venera 8 se equipó con un extenso conjunto de instrumentos científicos para estudiar la superficie (espectrómetro gamma, etc.). El bus crucero del Venera 7 y 8 fue similar a los primeros, con un diseño que se remonta a la misión Zond 3. El módulo de aterrizaje transmitió datos durante el descenso y aterrizó con luz diurna. Midió el nivel de luz pero no llevaba cámara. Continuó mandando datos de vuelta durante alrededor de una hora.

### Venera 9 a 12
Las sondas del Venera 9 al 12 tuvieron un diseño diferente. Pesaban aproximadamente cinco toneladas y fueron lanzadas por los poderosos propulsores Protón. Incluyeron un bus de transferencia y retransmisión, que poseía la maquinaria para detenerse en la órbita de Venus (Venera 9 y 10, 15 y 16) y funcionar como receptores y retransmisores durante toda la transmisión de la sonda. Toda la sonda fue acoplada en la parte superior del bus, que es un escudo térmico esférico. La sonda fue optimizada para operaciones en la superficie, con un diseño un tanto peculiar, que incluye un compartimiento esférico para proteger la electrónica de la presión atmosférica y el calor todo lo que fuera posible. Debajo de esto se encontraba un «anillo de choque» para absorber el golpe del aterrizaje. Encima de la esfera de presión había una estructura de antena cilíndrica junto a una estructura de plato profundo que ensambla una antena, pero en realidad cumplía una función de aerofrenado. Estaba diseñado para operar en la superficie durante un mínimo de 30 minutos. Los instrumentos variaron en función de la misión, pero incluyeron cámaras y equipos de análisis de suelo y atmosférico. Los cuatro vehículos tuvieron problemas con alguna o todas los objetivos de sus cámaras, ya que, las tapas no se soltaron.
El vehículo Venera 9 operó por al menos 53 minutos y tomó imágenes con una o dos cámaras; la tapa no se soltó en los otros objetivos.
El vehículo Venera 10 operó por al menos 65 minutos y tomó imágenes con una o dos cámaras; la tapa no se soltó en los otros objetivos.
El vehículo Venera 11 operó por al menos 95 minutos, pero ninguna de las tapas que protegían los objetivos de las cámaras lograron soltarse.
El vehículo Venera 12 operó por al menos 110 minutos, pero ninguna de las tapas que protegían los objetivos de las cámaras lograron soltarse.

### Venera 13 y 14

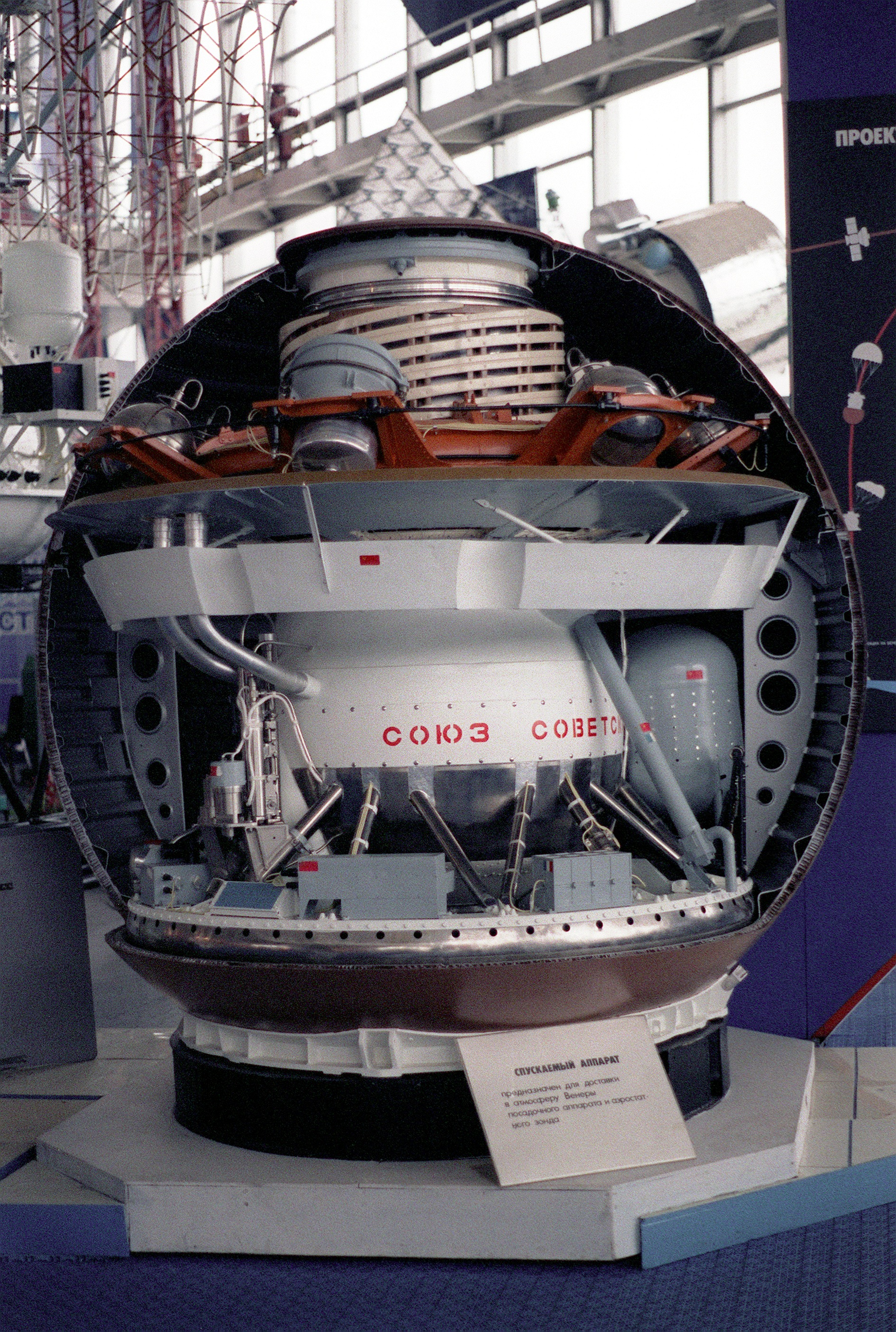
Modelo de un vehículo de aterrizaje del Venera

La nave/vehículo de descenso contenía prácticamente toda la instrumentación y electrónica, además estaba encabezado por la antena. El diseño era similar al de los vehículos anteriores del Venera 9 al 12. Portaban instrumentos para tomar medidas científicas del suelo y la atmósfera una vez aterrice, además incluía cámaras, un micrófono, un taladro con un analizador de superficie y por último un sismógrafo. También llevaba instrumentos para captar descargas eléctricas durante su fase de descenso a través de la atmósfera Venusina.
Las dos naves descendieron y aterrizaron con una distancia de separación entre ambas de unos 950 km, justo al este de la parte oriental de una extensión elevada conocida como la región Phoebe. La estación del Venera 13 sobrevivió en la superficie por 127 minutos y la estación del Venera 14 por 57 minutos, mientras que el diseño estaba preparado para sobrevivir durante 32 minutos. La nave del Venera 14 tuvo el infortunio de expulsar la tapa de los objetivos de la cámara directamente bajo la superficie del brazo de prueba de compresibilidad y reenvío información sobre la compresibilidad de la tapa de los objetivos en vez de la superficie. El vehículo de descenso transmitió datos al bus, que actuó como retransmisor de datos mientras sobrevolaba Venus.

### Veneras 15 y 16

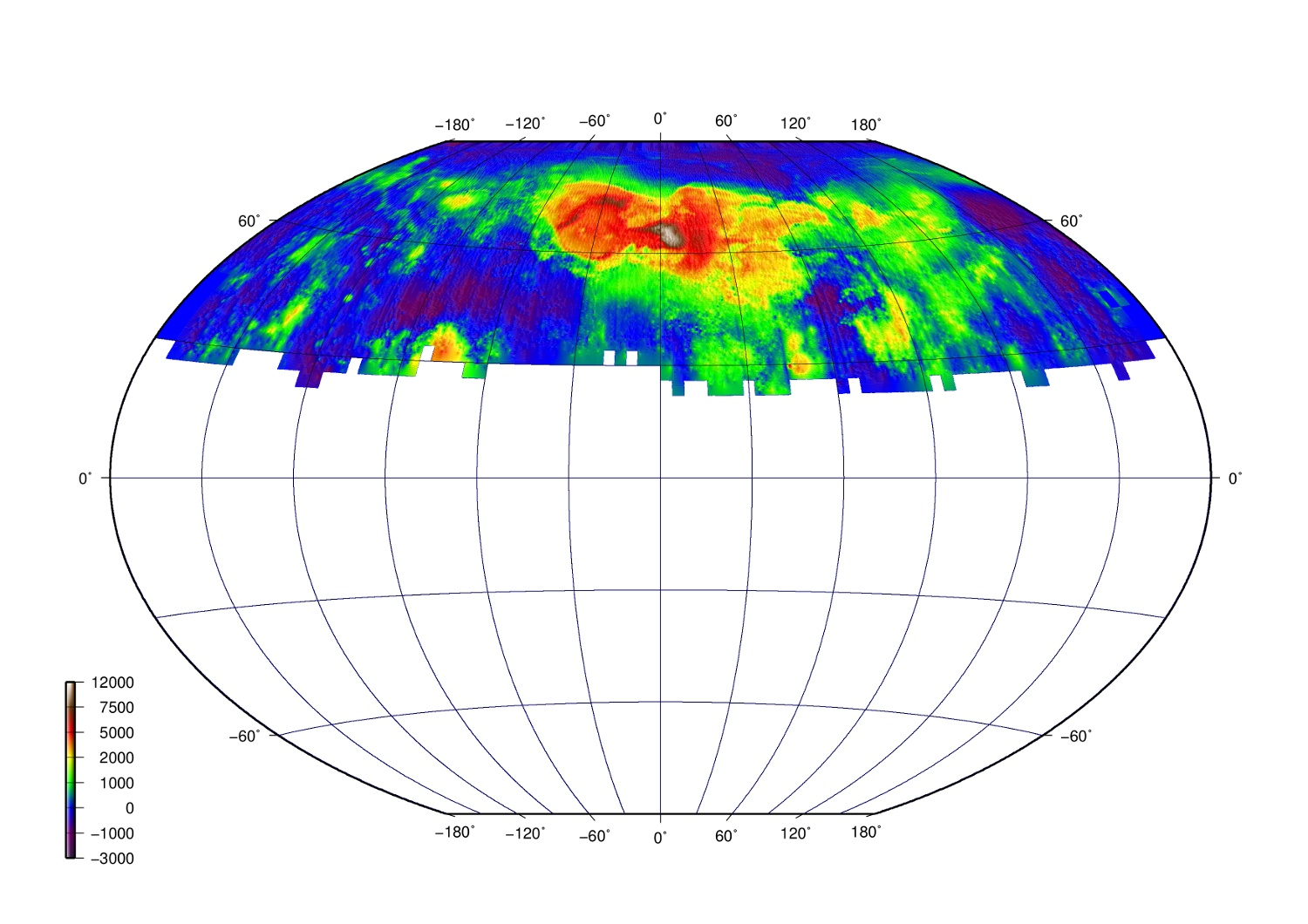
Topografía de radar obtenida por el Venera 15/16

Los Venera 15 y 16 fueron similares a las sondas anteriores, pero reemplazaron las sondas de entrada por equipos de radar de imágenes de superficie. La técnica de imágenes por radar fue necesaria, ya que era el único modo de penetrar las densas nubes de Venus.

### Sondas Vega
Las sondas Vega (cirílico: Вега) enviadas a Venus y al cometa 1/P Halley fueron lanzadas en 1985 y también utilizaron los esquemas básicos de diseño del Venera, incluyendo vehículos de descenso, pero también globos atmosféricos que transmitieron datos por alrededor de dos días. «Vega» es una aglutinación de las dos palabras «Venera» (Venus en ruso) y «Gallei» (Halley en ruso).

## Descubrimientos científicos

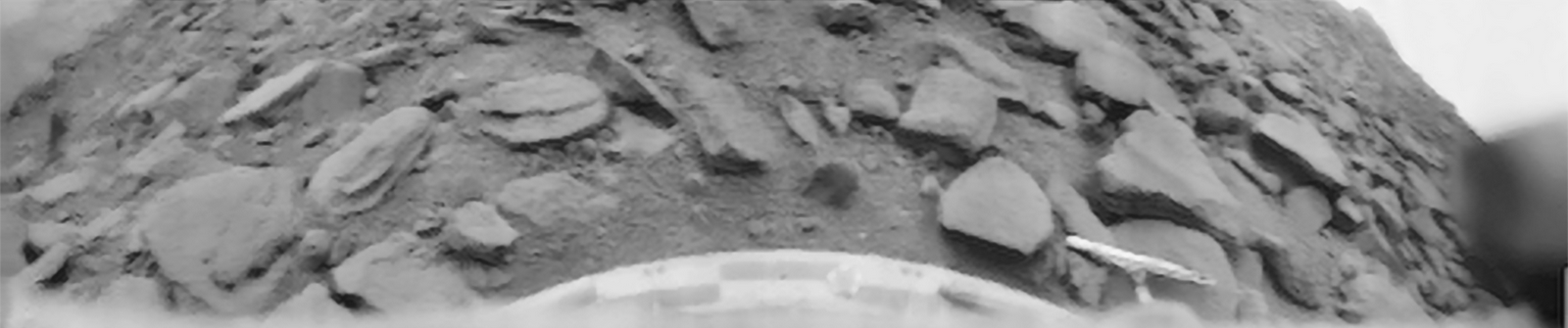
Fotografía de la superficie de Venus tomada por Venera 9.

Hubo muchos hallazgos científicos sobre Venus a partir de los datos que se recibieron de las sondas del Venera. Por ejemplo, tras analizar las imágenes radar recibidas del Venera 15 y 16, se concluyó que los surcos y crestas montañosas fueron el resultado de deformaciones tectónicas.

## Fallos y éxitos de la cámara del Venera
Los vehículos de descenso del Venera 9 y 10 disponían de dos cámaras cada uno. Solamente una funcionó debido a un fallo al intentar separar el protector del objetivo, en la segunda cámara de cada vehículo. El diseño cambió en el Venera 11 y 12, pero este cambio agravó el problema y provocó que todas las cámaras fallaran en estas misiones. Los vehículos de las misiones Venera 13 y 14 fueron los únicos en los que todas las cámaras funcionaron tal y como se esperaba; desafortunadamente, además, los protectores de los objetivos de titanio del Venera 14, aterrizaron precisamente en el área que era objeto de estudio de la sonda de compresibilidad del suelo.
Los enlaces externos al final de la página muestran todas las imágenes capturadas por las sondas.

## Tipos de sondas del Venera
| Modelo       | Tipo                            | Primer lanzamiento | Último lanzamiento | Misiones (éxito / total) | Vehículo de lanzamiento | Masa                 | Equipamiento                         |
| ------------ | ------------------------------- | ------------------ | ------------------ | ------------------------ | ----------------------- | -------------------- | ------------------------------------ |
| 1VA          | Impacto                         | 04/02/1961         | 12/02/1961         | 0/2                      | Molniya                 | 643,5 kg             | 5 instrumentos científicos           |
| 2MV-1        | Sobrevuelo y sonda atmosférica  | 25/08/1962         | 01/09/1962         | 0/2                      | Molniya                 | 1097 kg              | 11 instrumentos científicos          |
| 2MV-2        | Sobrevuelo                      | 12/09/1962         | 12/09/1962         | 0/1                      | Molniya                 | 890 kg               | 10 instrumentos científicos          |
| 3MV-1 and 1A | Sobrevuelo                      | 19/02/1964         | 02/04/1964         | 0/3                      | Molniya                 | 800 kg (1A) y 948 kg | 10 instrumentos científicos          |
| 3MV-4        | Sobrevuelo                      | 12/11/1965         | 23/11/1965         | 0/2                      | Molniya-M               | 963 kg               | 11 instrumentos científicos          |
| 3MV-3        | Sonda atmosférica y aterrizador | 16/11/1965         | 16/11/1965         | 0/1                      | Molniya-M               | 958 kg               | 10 instrumentos científicos          |
| 1V           | Sonda atmosférica y aterrizador | 12/06/1967         | 17/06/1967         | 1/2                      | Molniya-M               | 1106 kg              | 8 instrumentos científicos           |
| 2V           | Sonda atmosférica y aterrizador | 05/01/1969         | 10/01/1969         | 2/2                      | Molniya-M               | 1130 kg              | 8 instrumentos científicos           |
| 3V           | Sonda atmosférica y aterrizador | 17/08/1970         | 31/03/1972         | 2/4                      | Molniya-M               | 1180 kg              | 5 o 9 instrumentos científicos       |
| 4V-1 and 1M  | Orbitador y aterrizador         | 22/10/1975         | 04/11/1981         | 6/6                      | Protón-K                | 4363 kg y 5033 kg    | 16 y 21 instrumentos científicos     |
| 4V-2         | Orbitador                       | 02/06/1983         | 07/06/1983         | 2/2                      | Protón-K                | 5250 kg y 5300 kg    | 7 instrumentos científicos con radar |

## Datos de vuelo de las misiones del Venera
| Nombre             | Misión                  | Lanzamiento | Llegada    | Tiempo de supervivencia min | Resultados | Sonda o orbitador (sobrevuelo, atmosférico) | Aterrizador coord.                  |
| ------------------ | ----------------------- | ----------- | ---------- | --------------------------- | --- | ------------------------------------------- | ----------------------------------- |
| 1VA (proto-Venera) | Sobrevuelo              | 4-02-1961   |            |                             | Fallo al intentar abandonar la órbita terrestre |                                             |                                     |
| Venera 1           | Sobrevuelo              | 12-02-1961  |            |                             | Pérdida de comunicación en el trayecto a Venus |                                             |                                     |
| Venera 2MV-1 No.1  | Sonda Atmosférica       | 25-08-1962  |            |                             | Fallo en el nivel de escape; reentrada tres días después |                                             |                                     |
| Venera 2MV-1 No.2  | Sonda Atmosférica       | 1-09-1962   |            |                             | Fallo en el nivel de escape; reentrada cinco días después |                                             |                                     |
| Venera 2MV-2 No.1  | Sobrevuelo              | 12-09-1962  |            |                             | Explosión en la tercera fase; nave destruida |                                             |                                     |
| Venera 3MV-1 No.2  | Sobrevuelo              | 19-02-1964  |            |                             | No logró alcanzar la órbita de aparcamiento. |                                             |                                     |
| Kosmos 27          | Sobrevuelo              | 27-03-1964  |            |                             | Fallo en el nivel de escape |                                             |                                     |
| Venera 2           | Sobrevuelo              | 12-11-1965  |            |                             | Comunicación perdida justo antes de que llegara |                                             |                                     |
| Venera 3           | Sonda atmosférica       | 16-11-1965  |            |                             | Comunicación perdida justo antes de la entrada en la atmósfera. Este fue el primer objeto hecho por el ser humano que aterrizó en la superficie de otro planeta en marzo de 1966 (chocó). Región de aterrizaje más probable: -20° to 20° N, 60° to 80° E. |                                             |                                     |
| Kosmos 96          | Sonda atmosférica       | 23-11-1965  |            |                             | Falló al intentar abandonar la órbita terrestre y volvió a la atmósfera. Algunos investigadores creen que impactó cerca de Kecksburg, Pensilvania, Estados Unidos, el 9 de diciembre de 1965, un evento conocido como incidente ovni de Kecksburg entre los investigadores ovni. Todas las naves soviéticas que nunca abandonaron la órbita terrestre se renombraron habitualmente como “Cosmos”, independientemente del objetivo de la misión. El nombre también se le ha proporcionado a otras naves soviéticas/rusas que estaban destinadas a alcanzar la órbita terrestre. |                                             |                                     |
| Venera 4           | Sonda atmosférica       | 12-06-1967  | 18-10-1967 |                             | La primera sonda que entró en la atmósfera de otro planeta y transmitió datos. Además, la transmisión no fue de la superficie del planeta; esta fue la primera emisión interplanetaria de una sonda. Aterrizó en algún lugar cerca de la latitud 19° N y la longitud 38° E. |                                             |                                     |
| Kosmos 167         | Sonda Atmosférica       | 17-06-1967  |            |                             | Fallo en el nivel de escape; reentrada ocho días después. |                                             |                                     |
| Venera 5           | Sonda atmosférica       | 5-01-1969   | 16-05-1969 | 53*                         | Envió datos con éxito antes de ser aplastada por la presión a unos 26 km de la superficie. Aterrizó en 3º S, 18º E. |                                             |                                     |
| Venera 6           | Sonda atmosférica       | 10-01-1969  | 17-05-1969 | 51*                         | Envió datos con éxito antes de ser aplastada por la presión a unos 11 km de la superficie. Aterrizó en 5° S, 23° E. |                                             |                                     |
| Venera 7           | Aterrizador             | 17-08-1970  | 15-12-1970 | 23                          | El primer aterrizaje con éxito de una nave en la superficie de otro planeta y la primera sonda en transmitir datos de la superficie de otro planeta. Sobrevivió durante 23 minutos antes de sucumbir al calor y a la presión. |                                             | 5°S 351°E / -5, 351                 |
| Kosmos 359         | Aterrizador             | 22-08-1970  |            |                             | Fallo en el nivel de escape; acabó en una órbita elíptica alrededor de la Tierra. |                                             |                                     |
| Venera 8           | Aterrizador             | 27-03-1972  | 22-07-1972 | 50                          | Aterrizó en un área de 150 km de radio en 10,7º S, 335,25º E. |                                             | 10°S 335°E / -10, 335               |
| Kosmos 482         | Sonda                   | 31-03-1972  |            |                             | Explotó al realizar la propulsión para intentar escapar del nivel trans-venus. Algunas piezas han reentrado y otras han permanecido en la órbita terrestre. |                                             |                                     |
| Venera 9           | Orbitador y aterrizador | 8-06-1975   | 22-10-1975 | 53                          | Envió de vuelta la primera imagen (en blanco y negro) de la superficie de Venus. Aterrizó en un área de unos 150 km de radio sobre 31º N, 291,64º E. |                                             | 31°N 291°E / 31, 291                |
| Venera 10          | Orbitador y aterrizador | 14-06-1975  | 25-10-1975 | 65                          | Aterrizó en un área de 150 km de radio sobre 15,42º N, 291,51º E. |                                             | 15°42′N 291°51′E / 15.700, 291.850  |
| Venera 11          | Sobrevuelo y aterrizaje | 9-09-1978   | 25-12-1978 | 95                          | El aterrizador llegó, pero el sistema de imágenes falló. |                                             | 14°S 299°E / -14, 299               |
| Venera 12          | Sobrevuelo y aterrizaje | 14-09-1978  | 21-10-1978 | 110                         | El aterrizador grabó lo que se pensó que eran rayos. |                                             | 07°S 294°E / -7, 294                |
| Venera 13          | Sobrevuelo y aterrizaje | 30-10-1981  | 1-03-1982  | 127                         | Reenvía las primeras imágenes en color de la superficie de Venus y descubrió en una muestra de tierra utilizando un espectrómetro, basalto de leucita. |                                             | 07°05′S 303°00′E / -7.083, 303.000  |
| Venera 14          | Sobrevuelo y aterrizaje | 14-11-1981  | 5-03-1982  | 57                          | Una muestra de suelo reveló basalto toleítico (similar al que se encuentra en las crestas oceánicas en la Tierra). |                                             | 13°25′S 310°00′E / -13.417, 310.000 |
| Venera 15          | Orbitador               | 2-06-1983   | 10-10-1983 |                             | Cartografía (junto al Venera 16) 30 grados del hemisferio norte, a partir del Norte hacia abajo (resolución 1-2 km). |                                             |                                     |
| Venera 16          | Orbitador               | 7-06-1983   | 1-10-1983  |                             | Cartografía (junto al Venera 15) 30 grados del hemisferio norte, a partir del Norte hacia abajo (resolución 1-2 km). |                                             |                                     |
| Vega 1             | Sobrevuelo y aterrizaje | 15-12-1984  | 11-06-1985 |                             | Parte del programa Vega. El vehículo se encontraba en ruta hacia el cometa Halley. Durante la entrada en la atmósfera, los instrumentos de superficie comenzaron a encenderse demasiado pronto y el aterrizaje falló. |                                             | 07°05′N 177°07′E / 7.083, 177.117   |
| Vega 2             | Sobrevuelo y aterrizaje | 21-12-1984  | 15-06-1985 | 56                          | Parte del programa Vega. El vehículo se encontraba en ruta hacia el cometa Halley. |                                             | 08°05′S 177°07′E / -8.083, 177.117  |